# Phyllocoptes abaenus
Phyllocoptes abaenus är en spindeldjursart som beskrevs av Hartford Hammond Keifer 1940. Phyllocoptes abaenus ingår i släktet Phyllocoptes och familjen Eriophyidae. Inga underarter finns listade i Catalogue of Life.